# Painflow
Painflow war eine finnische Industrial-Metal-Band aus Kokkola, die im Jahr 1997 gegründet und 2002 umbenannt wurde.

## Geschichte
Die Band wurde im Jahr 1997 gegründet. Durch ihr erstes Demo erreichte die Band einen Vertrag mit Massacre Records. Das Debütalbum wurde im deutschen Hagen von Siggi Bemm produziert. Jedoch war die Band mit der Abmischung nicht zufrieden, sodass Mikko Karmila das Album erneut abmischte. 
Als das Album fertiggestellt war, beging Jarkko Mäki, Programmierer des Drumcomputers und Gitarrist, im Jahr 1999 Selbstmord. Dadurch wurde Ville Janatuinen neuer Gitarrist. Audio-Visual-Aids wurde im Juli 1999 veröffentlicht. In Finnland wurde das Album mit anderer Covergestaltung über Spinefarm Records veröffentlicht. Es folgten Live-Auftritte, wofür der Schlagzeuger Lauri Bexar zur Band kam. Zudem wurde Gitarrist Pekka Hackspick durch Arjo Mennstrom ersetzt. Nach einigen Auftritten verließen Ville Janatuinen und Bassist Mika Hotakainen die Band departing. Als neuer Gitarrist kam Rami Kaartamo zur Gruppe. Die Band trennte sich von Massacre Records und benannte sich im Jahr 2002 in God's an Insect um. Die Band bestand aus Sänger Aki Viljamaa, den Gitarristen Pekka Hackspik und Rami Kaartamo und Schlagzeuger Lauri Bexar. Momentan heißt die Band Zero Industry und hat keinen Plattenvertrag.

## Diskografie
- Frontline (Single, 1999, Massacre Records)
- Audio-Visual-Aids (Album, 1999, Massacre Records / Spinefarm Records (Finnland))